# بيرت روشي
بيرت روشي (بالإنجليزية: Bert Roach)‏ هو ممثل أمريكي، ولد في 21 أغسطس 1891 في واشنطن العاصمة في الولايات المتحدة، وتوفي في 16 فبراير 1971 في لوس أنجلوس في الولايات المتحدة.

## أعمال

### أفلام
- (1928) الحشد
- (1931) أروسميث
- (1936) سان فرانسيسكو
- (1938) الجزائر
- (1938) الفالس العظيم

## وصلات خارجية
- بيرت روشي على موقع IMDb (الإنجليزية)
- بيرت روشي على موقع ألو سيني (الفرنسية)
- بيرت روشي على موقع أول موفي (الإنجليزية)
- بيرت روشي على موقع قاعدة بيانات الأفلام السويدية (السويدية)
- بيرت روشي على موقع ديسكوغز (الإنجليزية)
- بيرت روشي على موقع قاعدة بيانات الفيلم (الإنجليزية)
- بيرت روشي على موقع كينوبويسك (الروسية)